# Abraham ibn Ezra
Abraham ben Meir ibn Ezra, född omkring 1100 i Tudela, död omkring 1167, var en judisk lärd.
Han tillbringade stor tid på resor genom Europa, var en skarpsinnig forskare i hebreiska och arabiska och utmärkte sig även som filosof, teolog, matematiker och astronom. Mest betydande är han dock som kommentator till Gamla Testamentet. Han antydde hemlighetsfullt bibelkritiska resultat, som gav Spinoza fruktbringande uppslag till vidare undersökningar.

## Utmärkelser
Nedslagskratern Abenezra på månen är uppkallad efter honom.